# CPM 22
CPM 22 é uma banda de rock brasileira formada em 1995 na cidade de Barueri, São Paulo. A banda é formada atualmente por Badauí (vocal), Luciano Garcia (guitarra), Phil Fargnoli (guitarra), Ali Zaher Jr. (baixo) e Daniel Siqueira (bateria). A banda já abriu shows de bandas internacionais como Lagwagon, No Fun at All, Down by Law e System of a Down. O CPM 22 foi uma das poucas bandas do hardcore brasileiro a ganhar um disco de ouro e fazer sucesso no mainstream, e com isso, abriu as portas para uma nova geração de bandas de rock brasileiras. Em 2008, ganharam um Grammy Latino de melhor álbum de rock brasileiro.

## História

### Formação, início de carreira e espaço na mídia
A banda iniciou suas atividades em 1995, à época chamada apenas de "CPM". Já em 1996, lançaram sua primeira demo. Em 1998, a banda criou uma caixa postal com o número 1022 e então mudaram o nome da banda para CPM 22 (Caixa Postal Mil e Vinte e Dois), além de intitular a segunda demo com o novo nome. Gravada em agosto do mesmo ano, a demo foi produzida por Kuaker e Mingau no estúdio Wah-Wah, em São Paulo.
"Não tínhamos a pretensão de fazer dinheiro com a venda da demo porque queríamos apenas divulgar o som da banda pelos lugares por onde a gente passasse, assim, ela era vendida a apenas R$ 2,00 para cobrir os custos da gravação, fita K7 e encarte". A cada show eram vendidas cerca de 22 demos, o que contribuiu muito para a banda ganhar algum reconhecimento no underground. Nessa época, disponibilizaram as músicas da demotape na internet no formato MP3, na esperança que seu som chegasse a outros lugares.
A agenda de shows foi crescendo e, consequentemente, a cobrança por material novo. Surgiram novas composições, sempre com a marca da banda e o resultado foi o álbum A Alguns Quilômetros de Lugar Nenhum, lançado em 2000.
A versão de que CPM 22 significa Caixa Postal Mil e Vinte e Dois foi contrariada pelo guitarrista Wally, que saiu da banda por iniciativa própria na turnê do álbum Cidade Cinza. No DVD O Vídeo (1995 a 2003), lançado em 2003, Wally afirma que o nome da banda surgiu quando ele e seu primo brincavam e diziam um para o outro "Crucificados e Podres Hasta la Muerte", afirmando ainda que o número 22 foi um número qualquer escolhido. Mas também corre a versão de que o nome da banda se deu pelos personagens icônicos na infância do vocalista: Claudio, Péricles e Murilo, os três tios do líder da banda.

### A Alguns Quilômetros de Lugar Nenhum
Para as gravações do álbum A Alguns Quilômetros de Lugar Nenhum, a banda voltou ao estúdio de Kuaker em agosto de 2000. No primeiro dia de gravação, antes de saírem de casa, receberam a notícia que o democlipe da música "Anteontem" tinha sido indicado para concorrer no MTV VMB 2000. "Ficamos tão eufóricos que esquecemos o equipamento em casa e tivemos que voltar quando já estávamos no meio do caminho".
A gravação desse disco demorou mais do que o previsto, pois nessa época Luciano estava trabalhando no Rio de Janeiro e só podia gravar as guitarras nos finais de semanas que ia para São Paulo. O CD saiu no final de novembro, um dia antes da saída para a sua primeira turnê pelo Sul do Brasil juntamente com as bandas Lagwagon (Califórnia) e Fun People (Argentina). Levaram uma mala cheia de CDs que foram vendidos nesses shows. Em dois meses foram vendidas 4 mil cópias.

### CPM 22
Em 2001, a banda assinou contrato com a Arsenal Music, com a distribuição da Abril Music, gravando assim o álbum CPM 22, o primeiro álbum do grupo por uma grande gravadora. O álbum marcou o reconhecimento da banda por todo Brasil através de músicas como "Regina Let's Go!", "Tarde de Outubro", "O Mundo Dá Voltas" e algumas já conhecidas por quem os acompanhava como "Anteontem", culminando no recebimento do Disco de Ouro pela vendagem de 100 mil cópias.
Os clipes de "Regina Let's Go!" e "Tarde de Outubro" foram indicados para o MTV VMB 2002, este último recebendo o prêmio na categoria banda revelação. "Caímos na estrada fazendo mais de 100 shows, confirmando o ótimo ano de 2002 para o CPM 22, cheio de muitas alegrias e novas experiências".

### Chegou a Hora de Recomeçare primeiro DVD
Em 2002, a parceria rendeu mais um álbum, Chegou a Hora de Recomeçar. "Desconfio", "Dias Atrás" e "Não Sei Viver sem Ter Você" marcaram sua carreira com direito a participação da música "Atordoado" na telenovela Da Cor do Pecado, da Rede Globo, além de "Dias Atrás" que fez parte da série Malhação. Após todos os êxitos e alegrias de 2003 voltaram para o estúdio.
As letras são todas inspiradas em fatos e momentos que passaram em alguma fase de suas vidas. Este disco conta com a participação de amigos da cena underground como o multimúsico Maurício Sanchez tocando sintetizador em "Argumento" e Rodrigo Lima, da banda Dead Fish, que dividiu os vocais da música "Atordoado" com Badauí. Rodrigo Koala, vocalista e guitarrista da banda Hateen juntamente com o Japinha, participa do disco com a música "Não Sei Viver sem Ter Você", de sua autoria.
Em 2003, o CPM 22 lança seu primeiro DVD, O Vídeo (1995 a 2003), que traz um show feito pela banda no dia 17 de julho daquele ano no Hangar 110, incluindo uma canção inédita, "Contagem Regressiva", além de fotos, entrevistas, bastidores e todos os videoclipes já feitos pela banda na época.

### Felicidade Instantânea
Em 2005, a banda lança seu quarto álbum, Felicidade Instantânea, sempre alternando entre músicas velozes no estilo hardcore e músicas mais lentas, como nos dois álbuns anteriores. Foi muito importante para a banda, pois dele surgiu uma das músicas mais tocadas em rádios do Brasil. "Um Minuto para o Fim do Mundo" (música que a banda já tinha composto há anos, porém, somente nesse álbum resolveram gravá-la), que os presenteou no VMB como "Escolha da Audiência" (o prêmio mais importante), outra conquista com esse álbum foi a música "Irreverrsível", que também os presenteou tanto nas rádios como na MTV no festival VMB como "Videoclipe do Ano".
Também em 2005, o CPM 22 lança o DVD Felicidade Instantânea, que traz os videoclipes de "Irreversível" e "Um Minuto para o Fim do Mundo", um ensaio da banda tocando as músicas do álbum no Midas Studios, além de um documentário que mostra a turnê e as gravações do álbum.

### MTV ao Vivo: CPM 22
Em 2006, foi lançado o primeiro álbum ao vivo e terceiro DVD da carreira da banda, MTV ao Vivo: CPM 22, gravado nos dias 10 e 11 de maio daquele ano no Espaço das Américas, em São Paulo. Ao contrário de muitos shows da série MTV ao Vivo, a banda escolheu um lugar mais reservado, assim voltando as origens. As músicas foram executadas em um cenário underground com pouco mais de 2 mil pessoas em volta da banda. O álbum traz três músicas inéditas, "Inevitável", "Além de Nós" e "Pouco pra Mim". No VMB 2006, a banda foi vencedora da categoria "Melhor Performance ao Vivo" (com a música Inevitável), e também no Prêmio Multishow de Música Brasileira 2007, o mesmo trabalho foi vencedor na categoria "Melhor DVD". A repercussão do álbum foi tanta, que em julho do mesmo ano, a banda realizou seu primeiro show internacional, no Japão.

### Cidade Cinza

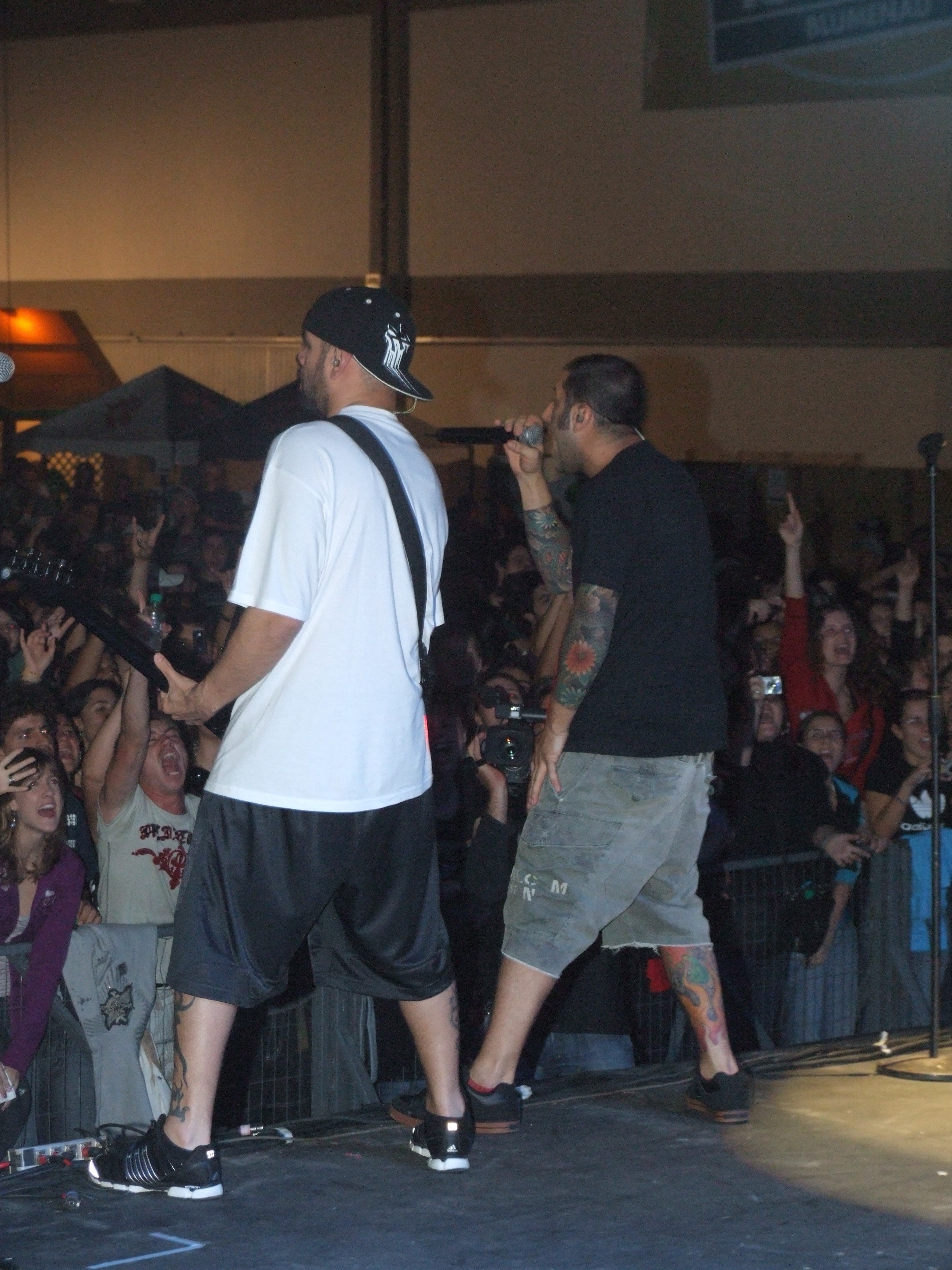
Vocalista Badauí e o guitarrista Luciano Garcia em um show na cidade de Blumenau, em 2008.

Em 2007, é lançado seu quinto álbum de estúdio, intitulado Cidade Cinza, do qual foram lançados os singles "Nossa Música", escrita por Wally, "Escolhas, Provas e Promessas" composta por Ricardo Galano, autor de Dias Atrás, em parceria com Badauí (ambas tema da telenovela Chamas da Vida, da RecordTV) e "Estranho no Espelho" co-escrita por Badauí, Rodrigo Koala e Wally.
Um álbum considerado por muitos críticos da música nacional e do rock, menos pop que antes, com menos letras amorosas e melosas e com mais críticas e uma sonoridade relativa a NOFX, Bad Religion, Lagwagon e mais algumas bandas do cenário do punk rock californiano/hardcore.
Badauí disse que o álbum é uma crítica ao que acontece atualmente em São Paulo, mas que não é um álbum totalmente politizado, e que também contém letras de relacionamentos e acontecimentos gerais. E com o álbum Cidade Cinza ganharam o Grammy Latino 2008 na categoria Melhor álbum de Rock Brasileiro.
O sucesso da banda é reconhecido internacionalmente, pois em 2009 realizaram uma turnê internacional, passando por países como a Inglaterra, Portugal e Estados Unidos. Nos Estados Unidos o CPM22 se tornou a primeira banda brasileira a tocar no Hard Rock Café de Hollywood (não o famoso bairro das estrelas, mas seu homônimo na Flórida).

### Depois de Um Longo Inverno
Após o rompimento com a gravadora Arsenal Music, o grupo passou a ser uma banda independente para a gravação de um novo álbum, ainda no início de 2010. Após um ano, somando a pré-produção, a gravação, o lançamento da single Vida ou Morte, e a gravação do clipe da mesma, a banda anunciou em seu Twitter o título do álbum, Depois de Um Longo Inverno. O título traduz bem o que a banda passou nos últimos 4 anos (período que a banda ficou sem lançar um álbum). O álbum foi lançado em abril de 2011.
Antes do lançamento do álbum a banda disponibilizou o single Vida ou Morte e mais três músicas: "Quem Sou Eu?!", "Filme que Eu Nunca Vi" e "Cavaleiro Metal". A faixa "Abominável" foi disponibilizada com exclusividade na UOL música.
Em julho do mesmo ano, o baixista Fernando Sanches deixou o grupo e foi substituído por Heitor Gomes, ex-baixista da banda Charlie Brown Jr..

### CPM 22 Acústico
Em 2013, é lançado o segundo álbum ao vivo e quarto DVD da carreira da banda, CPM 22 Acústico, gravado em formato acústico no dia 18 de junho daquele ano no estúdio Way Of Light, localizado na cidade de Cotia, São Paulo. Segundo a crítica, foi uma dos melhores trabalhos do grupo. O álbum gerou dois singles, a canção inédita "Perdas", que foi uma das músicas mais tocadas nas rádios do Brasil; e "Um Minuto para o Fim do Mundo" com a participação especial de Dinho Ouro Preto, vocalista da banda Capital Inicial.

### CPM 22 ao Vivo no Rock in Rio
Em 2016, é lançado o terceiro álbum ao vivo e quinto DVD da carreira da banda, CPM 22 ao Vivo no Rock in Rio. Além de marcar a estreia da banda no festival, comemora seus 20 anos de carreira. A banda abriu a noite de grandes nomes do rock mundial, como System of a Down, Lamb of God e Queens of the Stone Age e levou ao delírio o publico de 85 mil pessoas com hits como "Regina Let's Go", "O Mundo Dá Voltas", "Tarde de Outubro", "Dias Atrás" e "Um Minuto para o Fim do Mundo".
“Confesso que fiquei noites sem dormir", disse Badauí aos fãs. A banda subiu no palco com uniformes exclusivos para o show com o nome de cada integrante e um brasão que marca os 20 anos de estrada.
O DVD traz ainda um documentário de 22 minutos com registros inéditos e emocionantes para os fãs. Uma equipe de filmagem exclusiva para o documentário seguiu a banda desde sua saída de São Paulo rumo ao festival até minutos antes do show. Com uma pegada bem intimista, a banda fala de suas ansiedades, medos e toda adrenalina e felicidade que estavam vivendo.

### Suor e Sacrifício
Após a memorável turnê de 20 anos de carreira da banda, que percorreu as principais capitais e os maiores festivais do país, no dia 28 de abril de 2017, a banda volta a lançar um álbum de inéditas, onde retorna às raízes em um trabalho com a cara da banda, com guitarras distorcidas, músicas rápidas e melodias marcantes. Considerado o álbum mais maduro da banda até então, Suor e Sacrifício é um retrato do momento que atravessam e diz muito sobre a perspectiva dos músicos sobre si mesmos e o mundo que os rodeia.
O álbum foi gravado nos estúdios El Rocha e Estúdio 44, por Fernando Sanches, Phil Fargnoli, Eric Yoshino e Rafael Bala Costa, mixado no estúdio Cada Instante por João Milliet, editado por Gabriel Arbex e Phil Fargnoli e masterizado no Blasting Room (Colorado, EUA), por Jason Livermore. Segundo o guitarrista Luciano Garcia, a maior parte do material do álbum já estava composta antes mesmo da apresentação no Rock in Rio VI.
A direção de arte e o projeto gráfico do álbum foi concebida pelo artista plástico Alexandre Cruz, ex-vocalista da banda Garage Fuzz, que também foi responsável pela arte de capa do álbum Depois de Um Longo Inverno. As fotos do projeto são do fotógrafo Mateus Mondini. A revisão foi feita por Luiz Augusto e a coordenação gráfico por Geysa Adnet.

### Saída de Japinha
Uma conversa de 2012 de Japinha, que na época tinha 38 anos, com uma adolescente de 16 anos, foi divulgada no dia 4 de junho de 2020 de forma anônima, em um perfil no Twitter. Dias depois, a banda anunciou o afastamento de Japinha. Antes de anunciar o afastamento, o baixista Fernando Sanches anunciou sua saída por meio de um post em seu Instagram. Após algum tempo, a banda oficializa a saída permanente de Japinha. 
Em 13 de julho de 2022, Dia Mundial do Rock, a banda lançou a música "Tudo Vale a Pena?", com letra e música coassinadas por Sérgio Britto, vocalista e tecladista dos Titãs. A faixa foi produzida pelos integrantes Luciano, Philippe e Ali.

### Enfrente
Seu oitavo álbum, Enfrente, foi lançado no dia 3 de maio de 2024. Foi o primeiro álbum com os membros Daniel Siqueira na bateria e Ali Zaher Jr. no baixo e vocal de apoio. O álbum foi produzido por Luciano Garcia e Ali Zaher Jr., gravado nos estúdios Sunrise Music, em Araraquara, SP, e Estúdio Black Winter, por Ali Zaher Jr., editado, mixado e masterizado por Ali Zaher Jr. Em 5 de abril, dois foram lançados: "Mágoas Passadas" e "Dono da Verdade". No dia 19, foram lançados mais dois: "Alívio Imediato" e "Covarde Digital".

## Estilo musical
CPM 22 é geralmente definida como uma banda de hardcore melódico e punk rock, com influências de emocore. A banda, no entanto, rejeita os rótulos de hardcore e emo. Perguntado sobre isso numa entrevista, Japinha disse: "O CPM é punk rock." A banda demonstra influência de bandas como Ramones, Screeching Weasel, Garage Fuzz, Misfits, Bad Religion e Rancid. Em 2011, o CPM 22 lançou Depois de Um Longo Inverno, influenciado pelo ska, demonstrando uma mudança de estilo em relação aos álbuns anteriores, mas ainda mantendo a essência da banda.
CPM 22 é conhecida por não abordar temas como política, em vez disso falando de assuntos da vida cotidiana, como amor, sentimentos, relacionamentos, dúvidas e frustrações, ao contrário de outras bandas de hardcore da época. Em uma crítica ao álbum Chegou a Hora de Recomeçar, um escritor da CliqueMusic declarou que a banda utiliza "letras desbragadamente românticas (ou emocionais), o que confere aos rapazes a pecha de 'farofeiros' junto aos radicais".
| “         | Tem gente que acha que falamos de amor para vender, mas tudo que cantamos é verdadeiro. Sempre tentamos passar uma mensagem positiva. Às vezes ouvimos que por falarmos muito de relacionamentos nossa música é como pagode, mas a gente não liga nem um pouco. Cada um faz o que quer. | ” |
| — Luciano | |   |

## Integrantes

### Formação atual
- Badauí: vocal (1995 - presente)
- Luciano Garcia: guitarra e vocal de apoio (1999 - presente)
- Phil Fargnoli: guitarra e vocal de apoio (2013 - presente)
- Ali Zaher Jr.: baixo e vocal de apoio (2020 - presente)
- Daniel Siqueira: bateria (2020 - presente)

### Ex-integrantes
- Portoga: baixo (1997 - 2005)
- Wally: guitarra e vocal de apoio (1995 - 2008)
- Xixo: baixo (1995 - 1997) e guitarra (1997 - 1999)
- Arthur: bateria (1995 - 1996)
- Santiago Troyano: bateria (1996 - 1999)
- Heitor Gomes: baixo (2011 - 2016)
- Fernando Sanches: baixo (2005 - 2011; 2016 - 2020)
- Japinha: bateria e vocal de apoio (1999 - 2020)

## Discografia

### Álbuns de estúdio
- (2000) A Alguns Quilômetros de Lugar Nenhum
- (2001) CPM 22
- (2002) Chegou a Hora de Recomeçar
- (2005) Felicidade Instantânea
- (2007) Cidade Cinza
- (2011) Depois de um Longo Inverno
- (2017) Suor e Sacrifício
- (2024) Enfrente